# Breitachtal
Als Breitachtal wird der Teil des Tales der Breitach bezeichnet, der nach der Breitachklamm beginnt. Davor, vom Ursprung der Breitach, die sich bei Baad aus mehreren Quellbächen bildet, bis zur Walserschanze am Beginn der Breitachklamm, ist das Kleinwalsertal. Hinter der Breitachklamm  weitet sich das Tal etwas. Von Westen kommend mündet die Starzlach in die Breitach und etwas weiter liegt die Ortschaft Tiefenbach. Auf der anderen Seite des Flusses liegen die drei Ortschaften Kornau, Reute und Jauchen an einem Hang oberhalb der Breitach. 